# Ін Кьо Дон
Ін Кьо Дон (кор. 인교돈, нар. 27 червня 1992) — південнокорейський тхеквондист, бронзовий призер Олімпійських ігор 2020 року.

## Виступи на Олімпіадах
| Олімпіада  | Дисципліна  | Місце |
| ---------- | ----------- | ----- |
| Токіо 2020 | понад 80 кг | 3     |

## Зовнішні посилання
- Ін Кьо Дон [Архівовано 24 листопада 2020 у Wayback Machine.] на сайті taekwondodata.com.
- Olympedia

1. ↑  https://www.olympedia.org/athletes/145047